# Jeff Lacy
Jeff Lacy (* 12. Mai 1977 in Saint Petersburg, Florida, USA) ist ein US-amerikanischer Profiboxer.

## Amateurlaufbahn
Lacy absolvierte als Amateur 221 Kämpfe, von denen er 209 gewann. 1998 siegte er bei den US-amerikanischen Meisterschaften im Mittelgewicht, 1999 wurde er Zweiter.
Bei seiner Teilnahme an den Amateurweltmeisterschaften 1997 in Budapest schied er bereits in der zweiten Turnierrunde aus. Im Jahr 2000 war er Mitglied der US-amerikanischen Mannschaft bei den Olympischen Spielen in Sydney und verlor im Viertelfinale gegen den späteren Silbermedaillengewinner Gaidarbek Gaidarbekow aus Russland vorzeitig.

## Profikarriere
Lacy bestritt seinen ersten Profikampf am 2. Februar 2001 und siegte durch einen Erstrunden-KO gegen Jerald Lowe. Er gewann seine ersten 16 Kämpfe und traf dann im April 2004 in einem Ausscheidungskampf des IBF-Verbandes auf den ungeschlagenen Ukrainer Witali Zypko. Da Lacy in der zweiten Runde durch einen unabsichtlichen Kopfstoß eine tiefe Platzwunde auf Zypkos Stirn verursachte, wurde der Kampf abgebrochen und nicht gewertet.
Am 2. Oktober 2004 gewann Lacy mit einem Sieg durch technischen K. o. in der achten Runde gegen Syd Vanderpool den nach Sven Ottkes Karriereende vakant gewordenen IBF-Weltmeistertitel. Er verteidigte den Titel anschließend vier Mal, unter anderem gegen Omar Sheika und Robin Reid, bevor er in Manchester am 4. März 2006 in einem Vereinigungskampf gegen WBO-Titelträger Joe Calzaghe antrat. Lacy ging nach größtenteils überzeugenden Auftritten in seinen vorherigen Kämpfen und entsprechender Berichterstattung der US-amerikanischen Medien als Favorit in den Kampf mit dem unterschätzten Calzaghe, der in den USA wenig Anerkennung genoss, da er vorwiegend in seiner Heimat kämpfte und den Ruf hatte, schweren Gegnern aus dem Weg zu gehen. Statt des erwarteten vorzeitigen Sieges durch Lacy dominierte Calzaghe den Kampf dann aber von der ersten bis zur letzten Runde und gewann schließlich klar nach Punkten.
In seinem ersten Kampf nach dieser Niederlage traf er im Dezember 2006 in seiner Heimatstadt Saint Petersburg zum zweiten Mal auf Witali Zypko. Über die Distanz von zehn Runden wurde ihm von den Punktrichtern ein als schmeichelhaft angesehener, knapper und umstrittener Punktsieg zugesprochen. Anschließend wurde bei einer ärztlichen Untersuchung festgestellt, dass er sich in diesem Kampf eine Schulterverletzung zugezogen hat, die eine Operation benötigt.
Seinen nächsten Kampf bestritt Jeff Lacy erst zwölf Monate später, im Dezember 2007 gelang ihm ein Punktsieg gegen Peter Manfredo. Den Kolumbianer Epifanio Mendoza konnte er im Juli 2008 ebenfalls nur knapp nach Punkten schlagen. Dennoch wurde er daraufhin für einen Ausscheidungskampf um das Pflichtherausforderungsrecht des WBC-Verbandes gegen den ehemaligen Mittelgewichtsweltmeister Jermain Taylor nominiert, den Lacy am 15. November 2008 klar nach Punkten verlor.
Im Jahr 2009 wechselte er in das Halbschwergewicht. Nach einem weiteren knappen Punktsieg gegen Otis Griffin trat er am 15. August 2009 gegen den 40-jährigen Roy Jones junior an und gab den Kampf nach der zehnten Runde, aussichtslos nach Punkten zurückliegend, auf.